# Hot Blood (1956)
Hot Blood is een Amerikaanse dramafilm uit 1956 onder regie van Nicholas Ray. De film werd destijds uitgebracht onder de titel Onstuimig bloed.

## Verhaal
Stephano Torino gaat een gearrangeerd huwelijk aan met de temperamentvolle Annie Caldash. Ze bedenken samen een plan. Annie zal er vlak voor de bruiloft vandoor gaan met de bruidsschat, zodat Stephano geen huwelijk met haar hoeft aan te gaan. Annie blijkt echter niet te vluchten en Stephano is gedwongen om met haar te trouwen. Stiekem wil ze het huwelijk toch een kans geven.

## Rolverdeling
| Acteur           | Personage       |
| ---------------- | --------------- |
| Jane Russell     | Annie Caldash   |
| Cornel Wilde     | Stephano Torino |
| Luther Adler     | Marco Torino    |
| Joseph Calleia   | Papa Theodore   |
| James H. Russell | Xano            |
| Nina Koshetz     | Nita Johnny     |
| Helen Westcott   | Velma           |
| Mikhail Rasumny  | Old Johnny      |
| Wally Russell    | Bimbo           |